# 桐浦镇
桐浦镇是中华人民共和国浙江省温州市瑞安市下辖的一个镇。
2015年12月25日，浙江省人民政府批复同意调整陶山镇管辖范围，增设桐浦镇，镇政府驻桐浦村。
人口数量:约3.45万人	人口密度:711人/km2 辖区面积:48.5平方公里

## 行政区划
2019年全面启动村规模优化调整工作。此次调整涉及行政村26个，全镇行政村最终减少17个，调整后全镇行政村从38个调整为21个：
桐浦村、浦西村、浦东村、后河村、凤社村、岭南村、沙岙村、桐溪村、桐西村、根溪村、陶岙村、黎明村、大路村、董夏村、阮坑村、五联村、福泉村、桐源村、山城村、胜丰村和云峰村。